# Liste des députés wallons (1999-2004)
Pour les articles homonymes, voir Liste des députés wallons.
Pour la législature 1999-2004, le Parlement de Wallonie comptait 75 députés élus au suffrage universel direct.

## Partis représentés

### Parti socialiste(25)

#### PS (24)
1. Patrick Avril remplace Laurette Onkelinx (16.7.99)
2. Maurice Bayenet, chef de groupe
3. Richard Biefnot
4. Maurice Bodson
5. Robert Collignon, président du parlement (àpd 5.4.00) (remplacé par Micheline Toussaint-Richardeau de 1999 au 5 avril 2000)
6. Frédéric Daerden remplace José Happart (ministre-16.7.99)
7. Freddy Deghilage
8. Marc de Saint Moulin remplace Willy Taminiaux (7.2.2001)
9. Nicole Docq remplace Bernard Anselme (31.1.01)
10. Paul Ficheroulle remplace Jean-Claude Van Cauwenberghe (ministre-12.7.99)
11. Didier Donfut
12. Michel Filleul remplace Christian Dupont (24.9.03)
13. Paul Furlan
14. Gil Gilles
15. Gustave Hofman
16. Jean-François Istasse
17. Jean-Marie Léonard
18. Robert Meureau
19. Jean Namotte
20. Jean-Pierre Perdieu
21. Francis Poty
22. Edmund Stoffels
23. Pierre Wacquier remplace Annick Saudoyer (5.6.03) remplace Christian Massy (12.3.01) remplaçant Rudy Demotte (17.1.01 et ministre 16.7.99-4.4.00)
24. Léon Walry

#### PS, Non-inscrit (1)
1. André Navez

### MR(21)
1. Claude Ancion
2. Chantal Bertouille, chef de groupe (jusque 16.9.01)
3. Jean Bock
4. Pierre Boucher
5. Véronique Cornet
6. André Damseaux
7. Jean-Pierre Dardenne
8. Christine Defraigne remplace Michel Foret (ministre-16.7.99)
9. Philippe Fontaine, chef de groupe (àpd 16.9.01)
10. Claudy Huart remplace Jean-Pierre Dauby(†) (24.4.00)
11. Michel Joiret remplace Hervé Jamar (14.7.03) remplaçant Pierre Hazette (31.12.00)
12. Michel Huin
13. Gérard Mathieu
14. Richard Miller, remplacé par Pierre Fortez (17.1.01-6.6.03)
15. Marcel Neven
16. Jacques Otlet remplace Serge Kubla (ministre-12.7.99)
17. Florine Pary-Mille
18. Guy Saulmont
19. Annie Servais-Thysen
20. Jean-Marie Séverin (ministre-12.7.99-17.10.00 : remplacé par Patrick Bioul)
21. Jean-Paul Wahl

### Centre démocrate humaniste(14)
1. André Antoine, chef de groupe
2. André Bouchat
3. Christian Brotcorne remplace Georges Sénéca(†) (20.11.02)
4. Philippe Charlier
5. Anne-Marie Corbisier-Hagon
6. Michel de Lamotte remplace William Ancion (21.2.01)
7. Jacques Étienne
8. Guy Hollogne
9. Elmar Keutgen
10. Michel Lebrun
11. Albert Liénard
12. André Namotte remplace Ghislain Hiance (24.4.01)
13. Pierre Scharff
14. René Thissen

### Front national(1)
1. Alain Sadaune

### Ecolo(14)
1. Marie-Rose Cavalier-Bohon remplace Philippe Defeyt (26.1.00)
2. Marcel Cheron
3. Xavier Desgain, chef de groupe
4. Michel Guilbert
5. Jean-Claude Hans remplace Jean-Michel Javaux (24.9.03)
6. Pierre Hardy
7. Philippe Henry
8. Daniel Josse
9. Alain Pieters remplace Nicole Maréchal (31.12.00)
10. Daniel Smeets
11. Luc Tiberghien
12. Alain Trussart remplace  Marc Hordies (17.9.02)
13. Monique Vlaminck-Moreau
14. Bernard Wesphael